# Emerson Thome
Emerson Thome (ur. 30 marca 1972) – brazylijski piłkarz występujący na pozycji obrońcy.

## Kariera piłkarska
Od 1992 do 2007 roku występował w SC Internacional, Académica Coimbra, Tirsense, SL Benfica, FC Alverca, Sheffield Wednesday, Chelsea, Sunderland, Bolton Wanderers, Wigan Athletic, Derby County i Vissel Kobe.